# Caridina chishuiensis
Caridina chishuiensis е вид десетоного от семейство Atyidae. Видът не е застрашен от изчезване.

## Разпространение и местообитание
Разпространен е в Китай (Гуейджоу).
Обитава сладководни басейни и потоци.